# Parafia św. Geroncjusza i Wniebowzięcia Najświętszej Maryi Panny w Sławnie
Parafia Świętego Geroncjusza i Wniebowzięcia Najświętszej Maryi Panny w Sławnie – jedna z 10 parafii dekanatu żarnowskiego diecezji radomskiej. Parafię prowadzą księża diecezjalni.

## Historia
- Pierwotny kościół drewniany istniał tu w 1221. Parafia powstała prawdopodobnie w drugiej połowie XII w. Kolejny kościół drewniany zbudował w początkach XVI w. proboszcz i współdziedzic wsi Bernard. Obecny kościół był wzniesiony w 1852 staraniem ks. Józefa Jopkiewicza przy wsparciu dziedzica Ignacego Bogusławskiego i parafian. Konsekrował go 24 maja 1888 roku bp Antoni Ksawery Sotkiewicz. Jest budowlą w kształcie krzyża, jednonawową, orientowaną zbudowaną z piaskowca.

## Zasięg parafii
- Do parafii należą wierni z miejscowości: Antoninów, Grążowice, Grudzeń-Kolonia, Grudzeń-Las, Kamilówka, Kozenin, Ludwinów, Olszowiec, Ostrożna, Owadów, Popławy, Prymusowa Wola, Sławno, Sławno-Kolonia, Sepno-Radonia i Wygnanów[1].

## Proboszczowie
- do 1945 – ks. Malinowski
- 1945–1964 – ks. Marian Gul
- 1964–1984 – ks. Wincenty Telus
- 1984–1986 – ks. Stanisław Groszek
- 1986-2001 – ks. Stanisław Wójtowicz
- 2001–2021 - ks. kan. Adam Stępień
- 2021- nadal- ks. kan. Grzegorz Tęcza